# Flora Montgomery
Flora Anne Selina Montgomery (Greyabbey, 4 gennaio 1974) è un'attrice britannica.

## Biografia
Ha lavorato principalmente per la televisione senza però ignorare il cinema. Tra i film vi è Basic Instinct 2 (sequel del celeberrimo film del 1992), in cui interpreta il ruolo di una giovane donna coinvolta in un focoso incontro con il protagonista. 
Nel 2014 ha sposato il ristoratore Soren Jessen.

## Filmografia parziale

### Cinema
- Man to Man, regia di Régis Wargnier (2005)
- Basic Instinct 2, regia di Michael Caton-Jones (2006)

### Televisione
- Poirot (Agatha Christie's Poirot) – serie TV, episodio 7x01 (2000)
- L'ispettore Barnaby (Midsomer Murders) – serie TV, episodio 10x03 (2007)
- Il giovane ispettore Morse (Endeavour) – serie TV, episodio 1x01 (2013)
- Grantchester – serie TV, episodio 1x04 (2014)
- The Crown – serie TV, 6 episodi (2022)
- Dune: Prophecy – serie TV, episodi 1x01-1x02 (2024)